# Gábor Demszky
 (février 2011).
Si vous disposez d'ouvrages ou d'articles de référence ou si vous connaissez des sites web de qualité traitant du thème abordé ici, merci de compléter l'article en donnant les références utiles à sa vérifiabilité et en les liant à la section « Notes et références ».
Dans le nom hongrois Demszky Gábor, le nom de famille précède le prénom, mais cet article utilise l’ordre habituel en français Gábor Demszky, où le prénom précède le nom.
Gábor Demszky ([ˈɡaːboɾ], [ˈdɛmski]), né le 4 août 1952 à Budapest, est un homme politique hongrois, bourgmestre principal de Budapest entre 1990 et 2010, membre-fondateur et président de l'Alliance des démocrates libres (Szabad Demokraták Szövetsége, SzDSz) de 2000 à 2001.

## Biographie

### Carrière politique

#### Avant le changement de régime
Il participa à l'aventure du journal Beszélő.